# Omantlad ammunition

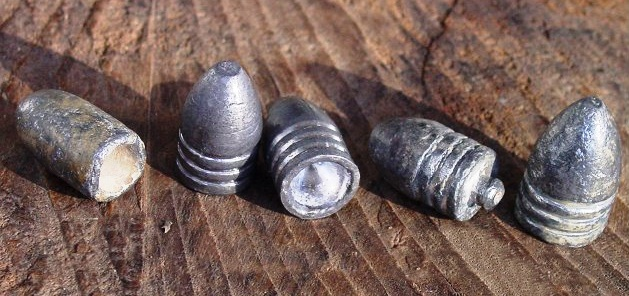
Omantlade muskötkulor

Omantlad ammunition är en typ av  kula där kulan består helt av bly och helt saknar ett skal av koppar. Ett sådant skal kallas kulans mantling. En omantlad kula är mycket mjuk och enkel och billig att framställa. Den är också lätt att stoppa. Dess nackdelar är att den dels stannar för snabbt för jakt, att kulan inte håller ihop vid träff. Ifall utgångshastigheten är högre än cirka 300 meter per sekund, vilket gäller nästan all modern gevärsammunition, brukar stora delar av kulan fastna som föroreningar i pipan. Detta gör att omantald ammunition inte används alls utom i finkalibriga vapen. 
Omantlade kulor används därför nästan enbart till sportskytte. Den vanliga vanligaste kulan till luftgevär och 
luftpistoler, Diabolokulan, är en omantlad blykula. Omantlade kulor används även vid skidskytte och svartkrutsskytte.